# Prix H. C. Recktenwald en économie
Le prix H. C. Recktenwald en économie est prix décerné à plusieurs économistes académiques entre 1995 et 2014. Il a été nommé en l'honneur du professeur Horst Claus Recktenwald, économiste allemand, par sa femme, Hertha Recktenwald, après sa mort. Il s'accompagne d'une dotation.
Le prix est accordé à un universitaire qui a contribué à l'avancement de l'économie avec une recherche novatrice et des réalisations remarquables dans le domaine de l'économie.
Les nominations pour le prix proviennent d'un groupe de scientifiques internationalement reconnus. La sélection du candidat gagnant est la décision d'un comité international permanent d'experts économiques. Le comité est nommé par le président de l'université d'Erlangen-Nuremberg, qui accorde également officiellement le prix Recktenwald lors d'une cérémonie à Nuremberg.

## Lauréats
- 1995 : Edmond Malinvaud
- 1997 : Joseph E. Stiglitz
- 2000 : Paul Krugman
- 2002 : Paul Romer
- 2004 : Oliver Williamson
- 2014 : Emmanuel Saez[1]